# Budapesti 11. sz. országgyűlési egyéni választókerület
A budapesti 11. sz. országgyűlési egyéni választókerület egyike annak a 106 választókerületnek, amelyre a 2011. évi CCIII. törvény Magyarország területét felosztja, és amelyben a választópolgárok egy-egy országgyűlési képviselőt választhatnak. A választókerület nevének szabványos rövidítése: Budapest 11. OEVK. Székhelye: Budapest IV. kerülete 

## Területe
A választókerületet az alábbiak szerint határozza meg a törvény:
1. A IV. kerület választókerülethez tartozó részének határa: A Duna váci ágának, majd az egyesült Dunának középvonalán a régi újpesti határon halad dél felé, majd a Palotai-szigettől nyugatra a budai Duna-ág középvonalán a sziget déli csúcsáig, innen a régi határvonalon az újpesti vasúti összekötő híd újpesti hídfőjéig, ettől a vasúti töltés északkeleti oldalán a Göncöl utcáig a vasúti töltés mentén a 71323 hrsz.-ú – jelenleg Balzsam utca – és a 72327/2 hrsz.-ú közterületek határvonalán, majd vissza a 72327/1 hrsz.-ú ingatlan határvonalára, innen tovább a 72328 hrsz.-ú ingatlan határvonala mentén a 72294 hrsz.-ú – jelenleg Mártírok útja – közterületig, annak délkeleti határa mentén a 72298/2 hrsz.-ú – jelenleg Dugonics utca – közterület határvonala mentén és a 72699 hrsz.-ú – jelenleg Madridi utca – közterület határvonala mentén, majd az Istvántelki Főműhely 72701 hrsz.-ú területének délnyugati oldala mellett a Budapest–Vác vasútvonal mentén végig a vasútvonalat követve az Elem utcáig, keresztezve azt, az Elem utca páratlan házszámozású oldalán a Rózsa utcáig, a Rózsa utca páros házszámozású oldalán haladva a Görgey Artúr útig, a Görgey Artúr út páros házszámozású oldalán a 72998 hrsz.-ú – jelenleg Szilágyi utca – közterület határáig, majd az utca keleti határvonalát követve a Fóti útig, onnan tovább a váci vasútvonal nyugati határa mentén Budapest közigazgatási határáig, onnan Budapest közigazgatási határának vonalán a kiindulási pontig körbezárt terület.
2. A XIII. kerület választókerülethez tartozó részének határa: A Népsziget déli csúcsától a Meder utcáig, a Meder utca páratlan házszámozású oldalán haladva, a Váci utat keresztezve, a Gyöngyösi térig, a Gyöngyösi tér déli, majd keleti oldalán az épületek vonalán haladva, a Gyöngyösi utcáig, a Gyöngyös utca páros házszámozású oldalától a Béke útig, a Béke út páratlan házszámozású oldalától déli irányba a Keszkenő utcáig, a Keszkenő utca páros házszámozású oldalán a Jász utcáig, a Jász utca páratlan házszámozású oldalán a Futár utcáig, a Futár utca páros házszámozású oldalán a Tatai útig, a Tatai úton át északi irányban a Kámfor utcáig, ezen a MÁV vonalon át Újpest határáig, innen a főváros és Újpest régi közös határa mentén a Göncöl utcáig, a Göncöl utcán a MÁV vasútvonaláig, a vasúti töltés északkeleti oldalán vissza a régi újpest-budapest közös határig, az újpesti összekötő híd újpesti hídfőjéig, innen a régi közös határvonal mentén a Palotai-sziget déli csúcsáig, innen a Duna főágának középvonalán a kiindulási pontig körbezárt terület.

## Országgyűlési képviselője
| Név          | Párt                                                 | Párt | Terminus    | Megjegyzés                                           |
| ------------ | ---------------------------------------------------- | ---- | ----------- | ---------------------------------------------------- |
| Kiss Péter   |                                                      | MSZP | 2014 – 2014 | A 2014-es országgyűlési választás eredménye:         |
| Horváth Imre |                                                      | MSZP | 2014 – 2018 | A 2014-es időközi országgyűlési választás eredménye: |
| Varju László |                                                      | DK   | 2018 –      | A 2018-as országgyűlési választás eredménye:         |
| Varju László | A 2022-es országgyűlési választás eredménye:         | DK   | 2018 –      |                                                      |
| Varju László | A 2025-ös időközi országgyűlési választás eredménye: | DK   | 2018 –      |                                                      |

## Demográfiai profilja
| Iskolai végzettség                | Iskolai végzettség               | Iskolai végzettség | Iskolai végzettség | Iskolai végzettség |
| --------------------------------- | -------------------------------- | ------------------ | ------------------ | ------------------ |
|                                   |                                  |                    |                    | fő                 |
| Általános iskolát nem végezte el  | Általános iskolát nem végezte el |                    | 792                | 792                |
| Általános iskola                  | Általános iskola                 |                    | 9154               | 9154               |
| Szakmunkás                        | Szakmunkás                       |                    | 10471              | 10471              |
| Érettségi                         | Érettségi                        |                    | 31035              | 31035              |
| Diploma                           | Diploma                          |                    | 28119              | 28119              |
| A 2022. évi népszámlálás szerint. |                                  |                    |                    |                    |

A budapesti 11. sz. választókerület lakónépessége 2022. október 1-jén 94 318 fő volt. A 2011-es és a 2022-es népszámlálás között 1573 fővel csökkent a választókerület lakosság száma. A választókerületben a korösszetétel alapján a legtöbben a középkorúak élnek 35 025 fővel, míg a legkevesebben a gyermekek 14 747 fővel. A választókerület lakosságának a 90,4%-nál van internet elérési lehetőség.
A legmagasabb befejezett iskolai végzettség szerint az érettségi végzettséggel rendelkezők élnek a legtöbben 31 035 fő, utánuk a következő nagy csoport a diplomások 28 119 fővel.
Gazdasági aktivitás szerint a lakosság több mint a fele foglalkoztatott 52 253 fő, második legjelentősebb csoport az inaktív keresők, akik főleg nyugdíjasok 19 301 fővel.
A választókerület legjelentősebb nemzetiségi csoportja a német 671 fő, illetve a cigány 583 fő. Magyar állampolgársággal nem rendelkező külföldi állampolgárok aránya 2%.
Vallási összetétel szerint a választókerületben lakók legnagyobb vallása a római katolikus (17 682 fő), valamint jelentős közösség még a reformátusok (6300 fő). A vallási közösséghez nem tartozók száma szintén jelentős (15 808 fő), a választókerületben a második legnagyobb csoport a római katolikus vallás után.

## Országgyűlési választások
| Párt                    | Párt                   | Jelölt                 | Szavazatok | %     | ± %   |
| ----------------------- | ---------------------- | ---------------------- | ---------- | ----- | ----- |
|                         | DK                     | Varju László           | 12 434     | 51,88 | 1,06  |
|                         | Fidesz-KDNP            | Renge Zsolt            | 8128       | 33,91 | 5,17  |
|                         | Mi Hazánk              | Balog Csaba            | 1486       | 6,2   | 1,73  |
|                         | Független              | Horváth Ildikó         | 1180       | 4,92  | Új    |
|                         | Független              | Dr. Szabó Bálint Gábor | 659        | 2,75  | Új    |
|                         | Munkáspárt             | Preyer Máté Márk       | 79         | 0,33  | Új    |
| Megjelent               | Megjelent              | Megjelent              | 24 207     | 33,04 | 38,94 |
| Választópolgárok száma  | Választópolgárok száma | Választópolgárok száma | 73 262     | 100   | 1,68  |
| A DK tartja a körzetet. |                        |                        |            |       |       |

| Párt                                                      | Párt                      | Jelölt                 | Szavazatok | %     | ± %  |
| --------------------------------------------------------- | ------------------------- | ---------------------- | ---------- | ----- | ---- |
|                                                           | Egységben Magyarországért | Varju László           | 28 195     | 50,82 | 8,52 |
|                                                           | Fidesz-KDNP               | Wintermantel Zsolt     | 21 684     | 39,08 | 3,82 |
|                                                           | Mi Hazánk                 | Pajor Tibor            | 2480       | 4,47  | Új   |
|                                                           | MKKP                      | Paizs Miklós           | 1949       | 3,51  | 1,64 |
|                                                           | MEMO                      | Endrédi István         | 900        | 1,62  | Új   |
|                                                           | Normális Párt             | Szőnyi József          | 277        | 0,50  | Új   |
| Megjelent                                                 | Megjelent                 | Megjelent              | 53 638     | 71,98 | 2,93 |
| Választópolgárok száma                                    | Választópolgárok száma    | Választópolgárok száma | 74 515     | 100   | 2,83 |
| A DK az ellenzéki összefogás részeként tartja a körzetet. |                           |                        |            |       |      |

| Párt                                                 | Párt                   | Jelölt                 | Szavazatok | %     | ± %   |
| ---------------------------------------------------- | ---------------------- | ---------------------- | ---------- | ----- | ----- |
|                                                      | DK                     | Varju László           | 23 238     | 40,8  | Új    |
|                                                      | Fidesz-KDNP            | Dr. Zsigmond Barna Pál | 20 080     | 35,26 | 4,57  |
|                                                      | Jobbik                 | Hegedűs Lóránt Gézáné  | 5826       | 10,23 | 0,37  |
|                                                      | LMP                    | Kanász-Nagy Máté       | 3459       | 6,07  | 1,02  |
|                                                      | Független              | Horváth Imre           | 1332       | 2,34  | 48,2  |
|                                                      | Momentum               | Molnár Tibor           | 1278       | 2,24  | Új    |
|                                                      | MKKP                   | Paizs Miklós           | 1064       | 1,87  | Új    |
|                                                      | Munkáspárt             | Fehérvári Zsolt        | 188        | 0,33  | 0     |
|                                                      | Egyéb pártok           |                        | 491        | 0,74  | 0,24  |
| Megjelent                                            | Megjelent              | Megjelent              | 57 446     | 74,91 | 41,02 |
| Választópolgárok száma                               | Választópolgárok száma | Választópolgárok száma | 76 686     | 100   | 1,78  |
| A DK elnyeri a körzetet a független Horváth Imrétől. |                        |                        |            |       |       |

| Párt                       | Párt                   | Jelölt                  | Szavazatok | %     | ± %   |
| -------------------------- | ---------------------- | ----------------------- | ---------- | ----- | ----- |
|                            | MSZP                   | Horváth Imre            | 13 338     | 50,54 | 9,87  |
|                            | Fidesz-KDNP            | Dr. Hollósi Antal Gábor | 8099       | 30,69 | 4,59  |
|                            | Jobbik                 | Urbán Flórián           | 2602       | 9,86  | 2,81  |
|                            | LMP                    | Kanász-Nagy Máté        | 1332       | 5,05  | 2,59  |
|                            | Szociáldemokraták      | Schmuck Andor           | 671        | 2,54  | 2,11  |
|                            | Munkáspárt             | Janoviczki Imréné       | 88         | 0,33  | 0,35  |
|                            | Egyéb pártok           |                         | 260        | 0,98  | 1,66  |
| Megjelent                  | Megjelent              | Megjelent               | 26 460     | 33,89 | 32,78 |
| Választópolgárok száma     | Választópolgárok száma | Választópolgárok száma  | 78 071     | 100   | 0,19  |
| Az MSZP tartja a körzetet. |                        |                         |            |       |       |

| Párt                                                  | Párt                   | Jelölt                  | Szavazatok | %     |
| ----------------------------------------------------- | ---------------------- | ----------------------- | ---------- | ----- |
|                                                       | Összefogás             | Kiss Péter              | 20 956     | 40,67 |
|                                                       | Fidesz-KDNP            | Dr. Hollósi Antal Gábor | 18 181     | 35,28 |
|                                                       | Jobbik                 | Pajor Tibor             | 6529       | 12,67 |
|                                                       | LMP                    | Rákosi Judit            | 3935       | 7,64  |
|                                                       | Munkáspárt             | Fehérvári Zsolt         | 350        | 0,68  |
|                                                       | Szociáldemokraták      | Schiller László         | 220        | 0,43  |
|                                                       | Egyéb pártok           |                         | 1362       | 2,64  |
| Megjelent                                             | Megjelent              | Megjelent               | 51 950     | 66,67 |
| Választópolgárok száma                                | Választópolgárok száma | Választópolgárok száma  | 77 923     | 100   |
| Az MSZP az Összefogás részeként nyeri meg a körzetet. |                        |                         |            |       |